# Kammschwanz-Beutelmaus
Die Kammschwanz-Beutelmaus (Dasycercus cristicauda), auch unter ihrem englischen Namen Mulgara bekannt, ist eine Beuteltierart aus der Familie der Raubbeutler (Dasyuridae).

## Beschreibung
Wie viele andere Beutelmäuse ähneln diese Tiere im Körperbau den nicht verwandten Mäusen. Der Körper erweckt einen stämmigen Eindruck. Die Füße sind kurz, an den Vorderbeinen befinden sich jeweils 5 und an den Hinterfüßen jeweils 4 Zehen. Der Kopf ist relativ breit und die Ohren sehr klein und rund. Ihr Fell ist an der Oberseite gelblich oder rotbraun, die Unterseite ist gräulich oder weiß gefärbt. Am auffälligsten ist der Schwanz. Die Schwanzbasis ist bis zu einem Drittel rötlich gefärbt. Die distal gelegenen zwei Drittel sind bis zur Spitze hin mit länger werdenden, schwarzen Haaren versehen – welche bei Gefahr den namensgebenden „Kamm“ bilden. Kammschwanz-Beutelmäuse erreichen eine Kopfrumpflänge von 12,5 bis 22 Zentimeter, eine Schwanzlänge von 7,5 bis 13 Zentimeter und ein Gewicht von 60 bis 170 Gramm.

## Verbreitung und Lebensweise

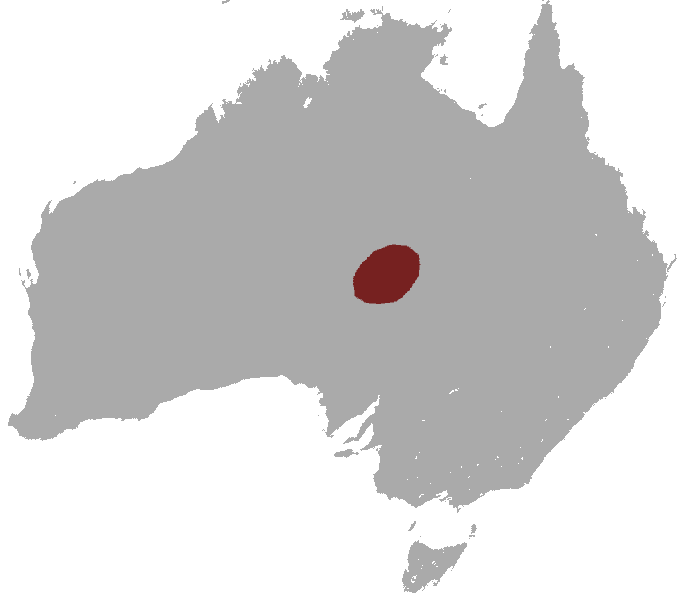
Verbreitungsgebiet im Inneren Australiens

Die Kammschwanz-Beutelmaus lebt im Innern von Westaustralien, im Süden des Nordterritoriums und im Norden von South Australia vor allem in Landschaften, die von Sanddünen geprägt sind, während die weitgehend sympatrisch vorkommende Bürstenschwanzbeutelmaus (Dasycercus blythi) auf Grassland vorkommt, das vor allem mit Gräsern der Gattungen Spinifex und Triodia bewachsen ist.
Kammschwanz-Beutelmäuse sind Bodenbewohner und sowohl tag- als auch nachtaktiv, verbringen aber die heißesten Stunden des Tages in einem selbstgegrabenen Bau, der ein mit Gräsern ausgelegtes Nest beinhaltet. Üblicherweise lebt nur ein einzelnes Tier in einem Bau.
Kammschwanz-Beutelmäuse sind Fleischfresser, die sich vorwiegend von kleinen Wirbeltieren wie Mäusen sowie Spinnen und Insekten ernähren. Sie decken ihren Flüssigkeitsbedarf ausschließlich durch ihre Beutetiere und müssen nicht trinken.

## Fortpflanzung
Der Beutel der Weibchen besteht lediglich aus Hautfalten, die sechs oder acht Zitzen umfassen. Die Wurfgröße kann bis zu acht Jungtiere betragen, diese werden für drei bis vier Monate gesäugt und erreichen die Geschlechtsreife mit zehn oder elf Monaten. Mit sechs Jahren ist ihre Lebenserwartung relativ hoch.

## Systematik
Die Kammschwanz-Beutelmaus bildet zusammen mit der Bürstenschwanzbeutelmaus und vier weiteren, eventuell schon ausgestorbenen Arten die Gattung Dasycercus innerhalb der Familie der Raubbeutler (Dasyuridae). Schwestergruppe der Gattung Dasycercus ist die Doppelkamm-Beutelmaus (Dasyuroides byrnei), die manchmal ebenfalls Dasycercus zugeordnet wurde.

## Bedrohung
Durch die Umwandlung ihres Lebensraumes in Viehweiden und durch die Nachstellung durch eingeschleppte Räuber ist die Art selten geworden. Ihr Verbreitungsgebiet ist zerstückelt, aus manchen Regionen ist sie ganz verschwunden. Die IUCN listet sie als gefährdet (vulnerable).